# 힐베르쉼
힐베르쉼(Hilversum)은 네덜란드의 노르트홀란트주에 있는 도시이다.